# Møgeltønder-Ubjerg Pastorat
Møgeltønder-Ubjerg Pastorat var et pastorat bestående af Møgeltønder Sogn og Ubjerg Sogn. Begge sogne ligger i Tønder Kommune.
Pastoratet blev 1. august 2018 lagt ind under Tønder Pastorat, der også inkluderer Tønder Sogn.

## Ekstern henvisning
- Møgeltønder Sogn Arkiveret 11. juni 2007 hos  Wayback Machine
- Ubjerg Sogn Arkiveret 5. juli 2007 hos  Wayback Machine